# Łomianki (przystanek kolejowy)
Łomianki – zlikwidowany normalnotorowy przystanek osobowy w Łomiankach, w województwie mazowieckim, w Polsce.